# Homalium vitiense
Homalium vitiense är en videväxtart som beskrevs av George Bentham. Homalium vitiense ingår i släktet Homalium och familjen videväxter. Inga underarter finns listade i Catalogue of Life.